# 天主教班珠爾教區
天主教班珠爾教區（拉丁語：Dioecesis Baniulensis）是羅馬天主教會在非洲岡比亞、直屬教廷的一個教區。
教區範圍包括岡比亞全國，教座位於首都班珠爾。2006年有教友42,400人（佔轄區人口2.4%），廿四名司鐸、五十六個堂區。現任教區主教為羅伯特·埃里森。
1931年5月6日設岡比亞自治傳教團，1951年3月8日升為監牧區。1957年6月24日升為巴瑟斯特教區。1974年5月9日易名至今。